# Ligne 25 du S-Bahn de Berlin
Pour les articles homonymes, voir S25.
La ligne 25 du S-Bahn de Berlin (S-Bahnlinie 1 ou S25) est une ligne du réseau ferré urbain S-Bahn qui traverse du nord au sud l'agglomération berlinoise, dont une partie souterraine sous le centre-ville de Berlin où circulent en parallèle la ligne 1, la ligne 2 et la ligne 26 du S-Bahn de Berlin. Mise à part les deux gares de retournement, Hennigsdorf au nord et Teltow au sud, la ligne circule intégralement dans la ville de Berlin sous tarification AB.

## Caractéristiques

### Ligne
D'une longueur de 40,1 km (39,7 km de terminus à terminus), c'est une ligne voyageurs qui dessert 27 gares, toutes équipés d'ascenseurs ou de rampes permettant un accès aux fauteuils roulants. Une rame parcourt l'intégralité de la ligne en environ 70 minutes.
Les correspondances majeures se font aux points nodaux du Ringbahn, au nord à la gare de Berlin Gesundbrunnen au point kilométrique 18,6 et au sud à la gare de Berlin Südkreuz au point kilométrique 28,5 avec les lignes 41 et 42, mais également au point nodal du centre-ville avec le Stadtbahn à la gare de Berlin Friedrichstraße avec la ligne 3, la ligne 5, la ligne 7 et la ligne 9 qui traversent la ville d'est en ouest. D'autres correspondances avec des lignes de S-Bahn, de métro, de tramway ou d'autobus sont également possibles le long du trajet.

### Gares et correspondances
En partant de l'extrémité nord de la ligne 25 (Les gares en gras servent de départ ou de terminus à certaines missions) : 
| PK   |  |   |  | Gare                                | Zone tarifaire | Quartier berlinois/ Commune brandebourgeoise | Correspondances, | Ligne ferroviaire |
| ---- |  | - |  | ----------------------------------- | -------------- | -------------------------------------------- | ---------------- | ----------------- |
| 0,0  |  | • |  | Hennigsdorf                         | C              | Hennigsdorf                                  |                  | Berlin-Kremmen    |
| 2,2  |  | • |  | Heiligensee                         | B              | Heiligensee                                  |                  | Berlin-Kremmen    |
| 3,9  |  | • |  | Schulzendorf                        | B              | Heiligensee                                  |                  | Berlin-Kremmen    |
| 8,3  |  | o |  | Tegel                               | B              | Tegel                                        |                  | Berlin-Kremmen    |
| 10,7 |  | • |  | Eichborndamm                        | B              | Reinickendorf                                |                  | Berlin-Kremmen    |
| 11,5 |  | o |  | Karl-Bonhoeffer-Nervenklinik (de)   | B              | Wittenau                                     |                  | Berlin-Kremmen    |
| 13,0 |  | • |  | Alt-Reinickendorf                   | B              | Reinickendorf                                |                  | Berlin-Kremmen    |
| 15,3 |  | o |  | Schönholz                           | B              | Reinickendorf                                |                  | Berlin-Stralsund  |
| 16,2 |  | o |  | Wollankstraße                       | B              | Pankow                                       |                  | Berlin-Stralsund  |
| 17,5 |  | o |  | Bornholmer Straße                   | B              | Prenzlauer Berg                              |                  | Berlin-Szczecin   |
| 18,6 |  | o |  | Gesundbrunnen                       | A              | Gesundbrunnen                                |                  | Berlin-Szczecin   |
| 19,4 |  | o |  | Humboldthain                        | A              | Gesundbrunnen                                |                  | Berlin-Szczecin   |
| 20,4 |  | o |  | Gare du Nord (Nordbahnhof)          | A              | Mitte                                        |                  | Tunnel Nord-Sud   |
| 21,7 |  | o |  | Oranienburger Straße                | A              | Mitte                                        |                  | Tunnel Nord-Sud   |
| 22,4 |  | o |  | Friedrichstraße                     | A              | Mitte                                        |                  | Tunnel Nord-Sud   |
| 23,1 |  | o |  | Brandenburger Tor                   | A              | Mitte                                        |                  | Tunnel Nord-Sud   |
| 24,0 |  | o |  | Potsdamer Platz                     | A              | Tiergarten                                   |                  | Tunnel Nord-Sud   |
| 24,9 |  | o |  | Gare d'Anhalt (Anhalter Bahnhof)    | A              | Kreuzberg                                    |                  | Tunnel Nord-Sud   |
| 26,5 |  | o |  | Yorckstraße                         | A              | Schöneberg                                   |                  | Berlin-Halle      |
| 28,5 |  | o |  | Südkreuz                            | A              | Schöneberg                                   |                  | Berlin-Halle      |
| 30,2 |  | o |  | Priesterweg                         | B              | Schöneberg                                   |                  | Berlin-Halle      |
| 31,6 |  | o |  | Südende                             | B              | Steglitz                                     |                  | Berlin-Halle      |
| 32,9 |  | o |  | Lankwitz                            | B              | Lankwitz                                     |                  | Berlin-Halle      |
| 34,2 |  | o |  | Lichterfelde-Est (Lichterfelde Ost) | B              | Lichterfelde                                 |                  | Berlin-Halle      |
| 35,8 |  | o |  | Osdorfer Straße                     | B              | Lichterfelde                                 |                  | Berlin-Halle      |
| 36,9 |  | o |  | Lichterfelde-Sud (Lichterfelde Süd) | B              | Lichterfelde                                 |                  | Berlin-Halle      |
| 39,7 |  | o |  | Teltow-Ville (Teltow Stadt)         | C              | Teltow                                       |                  | Berlin-Halle      |

## Cadence horaire
Pas de circulation entre minuit et 4h du matin.
| Tronçon              | Rame        | Cadence horaire (min)            | Nombre d'arrêts | Longueur du parcours (km) | Temps de parcours (min) |
| -------------------- | ----------- | -------------------------------- | --------------- | ------------------------- | ----------------------- |
| Hennigsdorf-Teltow   | V (Viktor)  | 20                               | 27              | 40,1                      | 61                      |
| Gesundbrunnen-Teltow | VI (Vampir) | 20 (période de pointe seulement) | 17              | 31,4                      | 35                      |
| Gare du Nord-Teltow  | VI (Vampir) | 20 (période normale seulement)   | 11              | 21,6                      | 25                      |

## Circulations
Les rames circulent entre 4h du matin et 1h du matin avec une cadence horaire de 20 à 30 minutes.